# Holler (Allemagne)
Pour les articles homonymes, voir Holler.
Holler est une municipalité de la Verbandsgemeinde de Montabaur, dans l'arrondissement de Westerwald, en Rhénanie-Palatinat, dans l'ouest de l'Allemagne.